# Jesper Rasmussen (fodboldspiller)
 For alternative betydninger, se Jesper Rasmussen. (Se også artikler, som begynder med Jesper Rasmussen)
Jesper Rewitz Rasmussen (født 4. januar 1992) er en dansk fodboldspiller, der spiller for Vejle Boldklub, hvortil han er på lån fra Esbjerg fB.